# Mèo túi phía Tây
Mèo túi phía Tây (Dasyurus geoffroii) là một loài động vật có vú trong họ Dasyuridae, bộ Dasyuromorphia. Loài này được Gould mô tả năm 1840.

## mô tả
Mèo túi phía Tây là một động vật ăn thịt cỡ trung bình và có với bộ lông màu nâu đốm trắng và một cái đuôi dài. Nó có chiều dài trung bình khoảng 33 cm, với đuôi dài 28 cm, và có cân nặng 0,6-2,2 kg. Con đực có trọng lượng trung bình khoảng 1,3 kg, trong khi con cái nhỏ hơn khoảng 0,9 kg.

## Phân bố
Trước đây chúng được tìm thấy hầu hết trên lục địa Úc, tuy nhiên bây giờ nó chỉ giới hạn ở góc phía tây nam của Tây Úc, chủ yếu trong các khu rừng bạch đàn khô, rừng thưa hoặc cây bụi.

## Lối sống
Mèo túi phía Tây có lối sống đơn độc, săn mồi về đêm mà chủ yếu là trên mặt đất, mặc dù nó có thể leo lên cây. Nó ăn động vật có xương sống nhỏ, xác chết, và động vật không có xương sống. Nó có thể giết được những con mồi lớn hơn kích thước của mình.
Mùa sinh sản từ tháng Tư đến tháng Bảy. Mỗi lứa đẻ có thể lên tới sáu con. Tuổi thọ trong tự nhiên thường không quá 3 năm.

## Hình ảnh

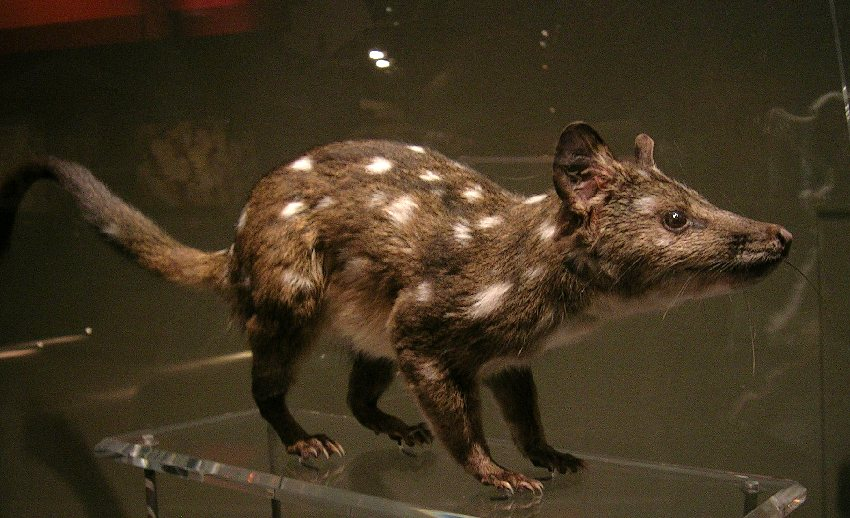
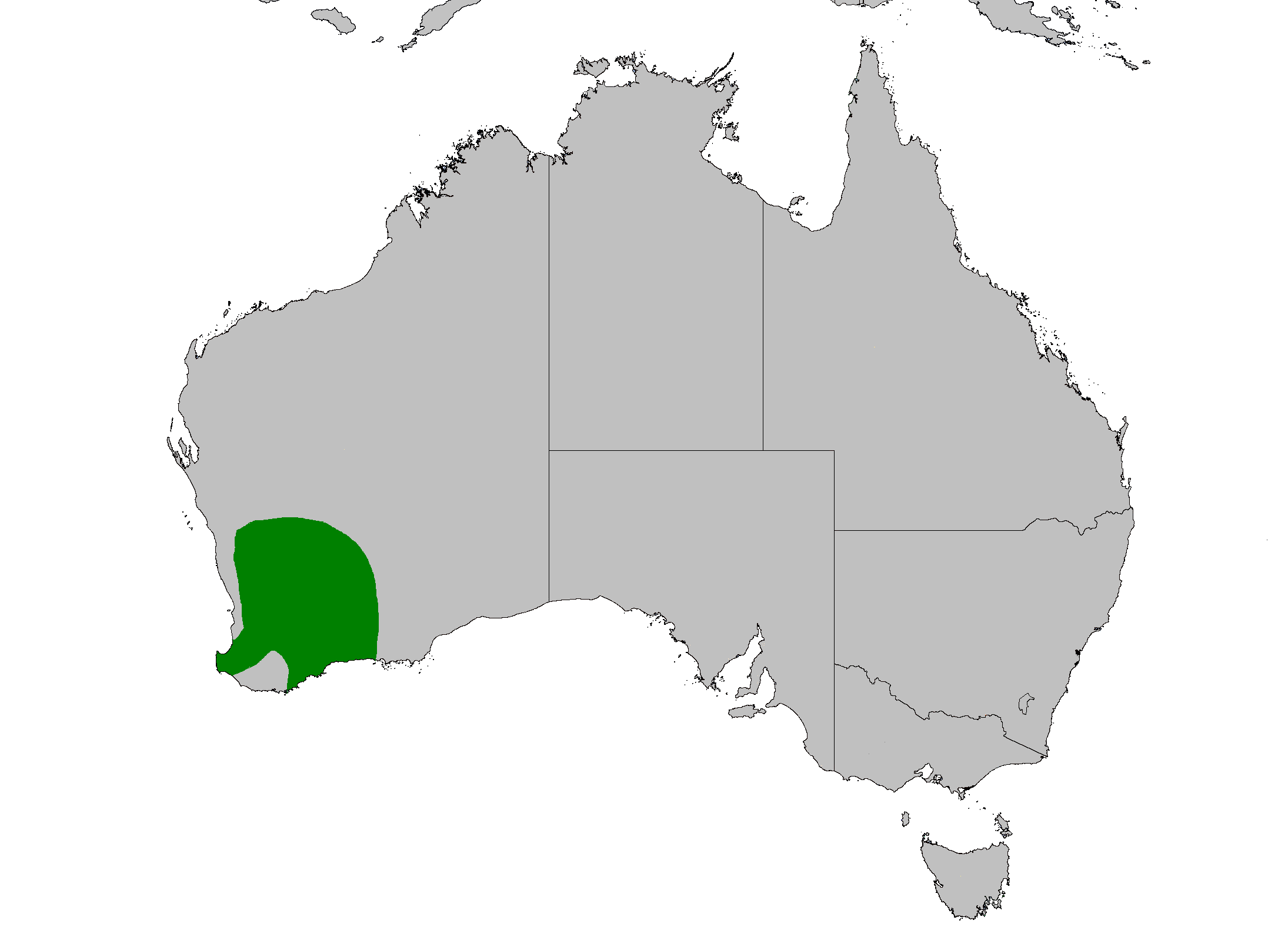
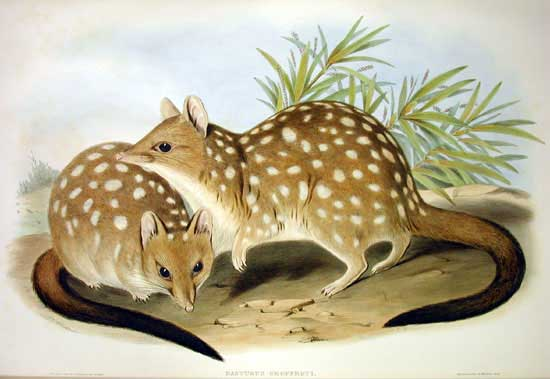
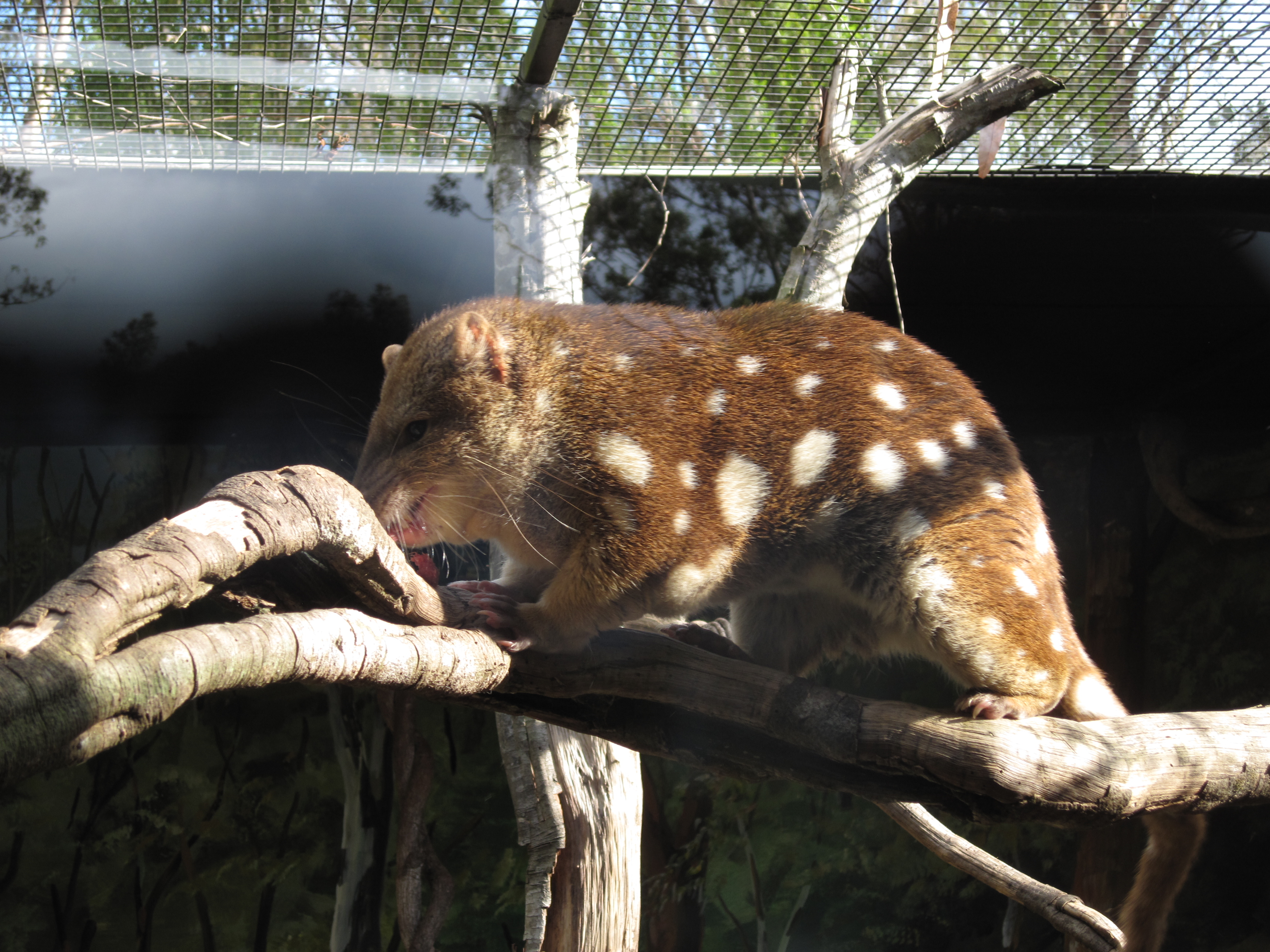